# Манастир Светe Параскевe (Викос)
Манастир Светe Параскеве је напуштени манастир који се налази на ивици Клисура Викоса, у региону Загори, (округ Јањина), северозападна Грчка. Манастир је основан 1413-1414. Састоји се од мале камене капеле, најстарије сачуване у Загоријама, а из ње се пружа панорамски поглед на клисуру.

## Опис
Манастир је добио име по Светоj Параскеви (грч. Αγία Παρασκευή), основан 1413–1414. Према натпису изнад његовe капије, темељ је постављен за време владавине деспотa Епира, Карлa I Токa. Изградили су га становници оближњег села Витса. Традиција спомиње да је војвода саградио манастир у знак захвалности јер му је Света Параскева спасила ћерку од неизлечиве болести.
Манастир је мала базилика, са само бродом и дрвеним кровом. Фреске манастира углавном потичу из 15. века. На северном зиду је портрет војводе, његове жене и деце. Његова ћерка Теодора носи на глави белу мараму која јој је омотана око врата. Фреске на јужном зиду потичу из 1689. године.

## Околина
Манастир је изграђен на ивици стене, над клисуром Викос. Најближе село, Монодендри, удаљено је 15 минута ходом. Са терасе капеле посетиоци могу да гледају у клисуру.
Бројне пећине налазе се на средини Викоса, северно и источно од манастира, где су отшелници и прогоњени хришћани потражили уточиште током Османског царства. Штавише, из истог разлога, мањи станови саграђени су око 1816. године.
- Галерија слика
- Улаз у манастир Светe Параскевe
- Унутрашњост манастирa